# Сканце, Лоуренс Альберт
Лоуренс Альберт Сканце (англ. Lawrence Albert Skantze; 24 июня 1928, Бронкс, Нью-Йорк — 18 июня 2018, Мак-Лейн, Фэрфакс, Вирджиния) — генерал ВВС США, с августа 1984 года по август 1987 года возглавлявший командование, ответственное за научно-исследовательские и опытно-конструкторские работы, связанные с разработкой и установкой новых систем и вооружений.

## Биография
Сканце родился 24 июня 1928 года в Бронксе, Нью-Йорк. Закончив учёбу в средней школе имени Кардинала Хейса он в 1946 году поступил на службу в военно-морской флот США где следующие два года был радистом. В 1948 году командованием Атлантического флота США, Сканце был направлен в военно-морскую академию в Аннаполисе (штат Мэриленд), по завершении обучения в которой в 1952 году, ему было присвоено звание второго лейтенанта ВВС и учёная степень бакалавра наук в области инженерии. В августе 1957 года Сканце поступает в технологический институт ВВС находящийся на военно-воздушной базе Райт-Паттерсон (штат Огайо) и в 1959 году получает степень магистра наук в области ядерной инженерии. Он также успешно окончил школу офицеров эскадрильи на военно-воздушной базе Максвелл (штат Алабама) и колледж штаба вооружённых сил в Норфолке (штат Виргиния).
Сканце прошёл базовую подготовку пилота в Маране (штат Аризона), затем повысил квалификацию на военно-воздушной базе Риз (штат Техас) где и получил свои «пилотские крылья» в августе 1953 года. Подготовившись в составе боевого экипажа B-26, в феврале 1954 года был отправлен в 90-ю бомбардировочную эскадрилью дислоцирующуюся на военно-воздушной базе Кунсан в Южной Корее. В январе 1955 года он был переведён на военно-воздушную базу Робинс (штат Джорджия) в помощь командующему 14-й воздушной армией.
Сканце участвовал в научно-исследовательских и опытно-конструкторских работах по созданию летательных аппаратов с ядерной силовой установкой, в качестве инженера-проектировщика совместной программы ВВС и комиссии по атомной энергии в Джермантауне (штат Мэриленд). В августе 1961 года он был назначен заместителем начальника штаба по исследованиям и разработкам в штаб-квартире ВВС США в Вашингтоне, с июня 1963 года по август 1965 года он был помощником старшего офицера при заместителе министра военно-воздушных сил.
Окончив в следующем году колледж штаба вооружённых сил, Сканце в течение трёх с половиной лет работал директором отдела системной инженерии и перспективного планирования в программе пилотируемых орбитальных лабораторий ВВС в центре космических и ракетных систем в Лос-Анджелесе. С августа 1969 года по май 1971 года он продолжал свою деятельность в штаб-квартире командования ВВС на военно-воздушной базе Эндрюс(штат Мэриленд) сперва в должности исполнительного директора, а затем в качестве помощника старшего офицера управления. Позже, в авиационном центре на военно-воздушной базе Райт-Паттерсон, он курировал испытание и последующее принятие на вооружение ракеты малой дальности AGM-69A. С июня 1973 года по июнь 1977 года, на военно-воздушной базе Хэнском (штат Массачусетс), Сканце контролировал разработку программы «Бортовая система оповещения и управления Е-3А», после чего вернулся в штаб-квартиру командования систем ВВС в качестве заместителя начальника штаба по системам. В марте 1979 года, Сканце принял командование дивизионом авиационных систем на военно-воздушной базе Райт-Паттерсон.
В августе 1982 года Сканце был переведён в штаб-квартиру ВВС на должность заместителя начальника штаба, ответственного за все исследования, разработки и закупки ВВС США, а в октябре 1983 года он был назначен на должность вице-начальника штаба ВВС США в Вашингтоне, и уже в августе 1984 года возглавил командование ВВС.
Сканце был назначен специалистом по полезной нагрузке для космического корабля «Шаттл» предназначенного для выполнения секретной миссии STS-61-N министерства обороны США, запуск которого был запланирован на 4 сентября 1986 года. Эта миссия была отменена после катастрофы космического корабля «Челленджер» случившейся 28 января 1986 года. Большая часть экипажа (за исключением Сканце и Фрэнка Дж. Кассерино) выполняла миссию STS-28 в 1989 году. Он был пилотом-командующим и получил значок «Старшего ракетчика». Его военные награды включают медаль «За выдающиеся заслуги в военно-воздушных силах» с дубовой ветвью, орден «Легион почёта» с дубовой ветвью, медаль «За безупречную службу» с дубовой ветвью и Армейскую Похвальную медаль. Он получил звание генерала 6 октября 1983 года, а уволился из ВВС 31 июля 1987 года. Лоуренс Альберт Сканце умер 18 июня 2018 года и был захоронен на Арлингтонском национальном кладбище.